# Élections législatives lésothiennes de 2017
Les élections législatives lésothiennes de 2017 ont lieu de manière anticipées le 3 juin 2017 afin de renouveler les membres de l'assemblée nationale du  Lesotho. 
Elles aboutissent à une alternance de la coalition au pouvoir. Le parti d'opposition Convention de tous les Basotho (ABC) remporte une majorité relative des sièges avec quarante-huit sièges sur 120. Le parti Congrès démocratique (DC) au pouvoir, perd plus du tiers de ses sièges. L'ABC forme un gouvernement de coalition avec trois autres partis, l'alliance des démocrates, le Parti national basotho et le Congrès réformé du Lesotho. Tom Thabane (ABC) devient premier ministre.

## Contexte
Ces élections anticipées résultent d'une motion de censure votée le 1er mars 2017 à l'encontre du Premier ministre Pakalitha Mosisili par l'assemblée nationale. Mosisili était à la tête du gouvernement grâce au soutien d'une coalition de partis, formée à la suite d'une période de tensions politiques ayant suivi le coup d'État manqué de 2014 (en) et conduit aux élections de 2015. En novembre 2016, néanmoins, une vingtaine de députés sur soixante-cinq quittent la coalition en exprimant leur désaccord sur la politique économique de Mosilisi. À la suite de cette motion de censure, le premier ministre demande au roi Letsie III de dissoudre le Parlement afin d'organiser des élections sous trois mois, dans le respect de la constitution du Lesotho.

## Système électoral
Le Lesotho est une monarchie constitutionnelle dotée d'un parlement bicaméral dont la chambre basse, l'assemblée nationale est composée de 120 députés élus pour un mandat de cinq ans au suffrage direct.
Son mode de scrutin, mixte, s'apparente au système électoral allemand, bien que les électeurs n'aient qu'un seul vote pour exprimer leur choix.
Sur les 120 sièges, 80 sont pourvus au scrutin uninominal majoritaire à un tour dans autant de circonscriptions électorales uninominales. L'ensemble des votes pour chacun des partis est ensuite regroupé au niveau national, nonobstant ceux des indépendants, et les quarante sièges restants répartis entre eux de manière à rapprocher la composition de l'assemblée à celles des résultats en part des voix.

## Résultats
|                           |                                               |           |       |        |        |        |               |  |  |  |  |  |  |  |
| Partis                    | Partis                                        | Voix      | %     | Sièges | Sièges | Sièges | +/-           |  |  |  |  |  |  |  |
| Partis                    | Partis                                        | Voix      | %     | SM     | SP     | Total  | +/-           |  |  |  |  |  |  |  |
|                           | Convention de tous les Basotho (ABC)          | 235 729   | 40,52 | 47     | 1      | 48     | 2             |  |  |  |  |  |  |  |
|                           | Congrès démocratique (DC)                     | 150 172   | 25,82 | 26     | 4      | 30     | 17            |  |  |  |  |  |  |  |
|                           | Congrès du Lesotho pour la démocratie (LCD)   | 52 052    | 8,95  | 1      | 10     | 11     | 1             |  |  |  |  |  |  |  |
|                           | Alliance des démocrates (AD)                  | 42 686    | 7,34  | 1      | 8      | 9      | Nv            |  |  |  |  |  |  |  |
|                           | Mouvement pour un changement économique (MEC) | 29 420    | 5,06  | 1      | 5      | 6      | Nv            |  |  |  |  |  |  |  |
|                           | Parti national Basotho (BNP)                  | 23 541    | 4,05  | 0      | 5      | 5      | 2             |  |  |  |  |  |  |  |
|                           | Front populaire pour la démocratie (PFD)      | 13 200    | 2,27  | 1      | 2      | 3      | 2             |  |  |  |  |  |  |  |
|                           | Parti national indépendant (NIP)              | 6 375     | 1,10  | 0      | 1      | 1      | en stagnation |  |  |  |  |  |  |  |
|                           | Congrès réformé du Lesotho (RCL)              | 4 037     | 0,69  | 0      | 1      | 1      | 1             |  |  |  |  |  |  |  |
|                           | Parti du congrès du Basutoland                | 3 458     | 0,59  | 0      | 1      | 1      | en stagnation |  |  |  |  |  |  |  |
|                           | Parti démocratique de Lesotho                 | 2 801     | 0,48  | 0      | 1      | 1      | Nv            |  |  |  |  |  |  |  |
|                           | Parti de la liberté Marematlou                | 2 761     | 0,47  | 0      | 1      | 1      | en stagnation |  |  |  |  |  |  |  |
|                           | Autres partis                                 | 13 819    | 2,57  | 0      | 0      | 0      | -             |  |  |  |  |  |  |  |
|                           | Indépendants                                  | 1 641     | 0,28  | 0      | 0      | 0      | en stagnation |  |  |  |  |  |  |  |
|                           | Sièges vacants                                |           |       | 3      | 0      | 3      | -             |  |  |  |  |  |  |  |
|                           |                                               |           |       |        |        |        |               |  |  |  |  |  |  |  |
| Suffrages exprimés        | Suffrages exprimés                            | 581 692   | 99,04 |        |        |        |               |  |  |  |  |  |  |  |
| Votes blancs et invalides | Votes blancs et invalides                     | 5 617     | 0,96  |        |        |        |               |  |  |  |  |  |  |  |
| Total                     | Total                                         | 587 309   | 100   | 80     | 40     | 120    | en stagnation |  |  |  |  |  |  |  |
| Abstentions               | Abstentions                                   | 666 231   | 53,15 |        |        |        |               |  |  |  |  |  |  |  |
| Inscrits / participation  | Inscrits / participation                      | 1 253 540 | 46,85 |        |        |        |               |  |  |  |  |  |  |  |